# Chalain-le-Comtal
Chalain-le-Comtal este o comună în departamentul Loire din sud-estul Franței. În 2009 avea o populație de 633 de locuitori.

## Evoluția populației
| An        | 1975 | 1982 | 1990 | 1999 | 2006 | 2009 |
| --------- | ---- | ---- | ---- | ---- | ---- | ---- |
| Populație | 364  | 357  | 385  | 454  | 587  | 633  |